# Behind the Eyes
| Críticas profissionais | Críticas profissionais |
| Avaliações da crítica  | Avaliações da crítica  |
| Fonte                  | Avaliação              |
| ---------------------- | ---------------------- |
| Allmusic               | [ 1 ]                  |

Behind the Eyes é o segundo álbum do cantor e compositor norte-americano Tim Moore. Foi lançado em 1975 pela Asylum Records. Inclui a canção "Rock And Roll Love Letter", que foi sucesso pela banda Bay City Rollers. O álbum alcançou o número 181 na Billboard 200.

## Faixas
| N.º            | Título                           | Compositor(es) | Duração |  |
| 1.             | "For the Minute"                 | Tim Moore      | 3:40    |  |
| 2.             | "Lay Down a Line to Me"          | Tim Moore      | 4:45    |  |
| 3.             | "(I Think I Wanna) Posses You"   | Tim Moore      | 5:00    |  |
| 4.             | "Now I See"                      | Tim Moore      | 3:10    |  |
| 5.             | "Rock And Roll Love Letter"      | Tim Moore      | 4:24    |  |
| 6.             | "If Somebody Needs It"           | Tim Moore      | 4:32    |  |
| 7.             | "The Night We First Sailed Away" | Tim Moore      | 3:50    |  |
| 8.             | "Kaptain Kidd"                   | Tim Moore      | 3:45    |  |
| 9.             | "Sweet Navel Lightning"          | Tim Moore      | 5:05    |  |
| 10.            | "Bye Bye Man"                    | Tim Moore      | 4:31    |  |
| Duração total: | Duração total:                   | Duração total: | 42:42   |  |